# Taku Hiraoka
Taku Hiraoka (jap. 平岡 卓, Hiraoka Taku; * 29. Oktober 1995 in Gosen) ist ein ehemaliger japanischer Snowboarder. Er startete in der Disziplin Halfpipe.

## Werdegang
Hirano nahm von 2009 bis 2018 an Wettbewerben der FIS und der TTR World Snowboard Tour teil. Dabei holte er im August 2010 bei den Burton New Zealand Open Snowboarding Championships in Cardrona mit dem zweiten Platz seine erste Podestplatzierung. 2010 und 2011 wurde er Juniorenweltmeister auf der Halfpipe. Sein erstes Weltcuprennen fuhr er im Februar 2011 in Stoneham, welches er auf den zweiten Platz beendete. Bei den Snowboard-Weltmeisterschaften 2011 in La Molina errang er den neunten Platz. 2011 und 2012 wurde er japanischer Meister auf der Halfpipe. Bei den Olympischen Jugend-Winterspielen 2012 in Kühtai holte er Bronze. Im Februar 2012 kam er bei den Snowboard-Weltmeisterschaften 2012 in Oslo auf den vierten Rang. Eine Woche später erreichte er beim FIS-Weltcuprennen in Stoneham erneut den zweiten Platz. Die Saison beendete er auf den fünften Platz in der FIS-Freestylegesamtwertung und den vierten in der FIS-Halfpipewertung. In der Saison 2012/13 kam er bei den Dew Tour – Mountain Championships in Breckenridge auf den dritten Platz. Bei den Snowboard-Weltmeisterschaften 2013 in Stoneham holte er Silber auf der Halfpipe. Seinen ersten Sieg bei einem FIS-Weltcuprennen erreichte er im Februar 2013 in Sotschi. Im März 2013 gewann er bei den Winter-X-Games-Europe in Tignes und bei der japanischen Meisterschaft in Niseko Bronze. Zum Beginn der Saison 2013/14 belegte er beim FIS-Weltcuprennen in Cardrona den zweiten Platz und bei den Burton High Fives in Cardrona den ersten Rang. Bei seiner ersten Olympiateilnahme 2014 in Sotschi holte er Bronze auf der Halfpipe. Im März 2014 erreichte er bei den Burton US Open in Vail den zweiten Platz. Die Saison beendete er auf dem ersten Platz in der World Snowboard Tour Halfpipewertung. Im Januar 2015 errang er bei den Snowboard-Weltmeisterschaften 2015 am Kreischberg den fünften Platz. Eine Woche später gewann er bei den Winter-X-Games 2015 in Aspen Silber im SuperPipe Wettbewerb. Bei den Burton US Open 2015 gewann er auf der Halfpipe. Zu Beginn der Saison 2015/16 belegte er beim Weltcup in Cardrona den zweiten Platz. Bei den Winter-X-Games 2016 in Aspen wurde er Siebter und bei den X-Games Oslo 2016 in Oslo Zehnter. Im März 2016 kam er bei den Burton US Open in Vail auf den dritten Platz. Zum Saisonende belegte er den vierten Rang im Halfpipe-Weltcup. In der Saison 2016/17 wurde er bei den Winter-X-Games 2017 Achter und bei den Snowboard-Weltmeisterschaften 2017 in Sierra Nevada Vierter. Bei den Olympischen Winterspielen 2018 in Pyeongchang belegte er den 13. Platz.